# The Kik
The Kik is een Nederlandse beatgroep uit Tilburg/Rotterdam/Veenendaal die begin 2011 werd opgericht.

## Ontstaan
De naam van de muziekgroep is afgeleid van de Haagse band The Kick. De band The Kik bestaat uit Dave von Raven, Marcel Groenewegen, Arjan Spies, Kees Schaper en Paul Zoontjens. De muziek is geïnspireerd op verschillende muzikale periodes uit het verleden. Ze begonnen als beatband, maar dat predikaat ontgroeiden ze na twee albums. Vanaf het derde album breidde hun muzikale universum zich uit naar de jaren '70 en '80. En met het album "Bal Populaire", dat in 2024 verscheen, waagden ze zich aan het Nederlandse levenslied.
Op 2 april 2011 traden ze voor het eerst op, in de Machinist in Rotterdam. In 2011 werden twee singles uitgegeven: My eyes are still dry (met op de B-kant Here's hoping) en A Christmas Song For You.
Eind 2011 stapte Arjan Spies uit de band. Op Noorderslag 2012 trad de band op met Paul Zoontjens als zijn vervanger. Vlak voor de opnamen van hun debuutalbum keerde Arjan Spies terug. Sindsdien bestaat de band uit vijf muzikanten. In februari 2024 werd bekend dat drummer Ries Doms de band verliet en vervangen werd door Kees Schaper.
Hun debuutalbum, getiteld Springlevend, werd op 25 mei 2012 uitgegeven door Excelsior Recordings en Top Notch. Het verscheen op cd en ook op vinyl. Het album bevat eigen composities en covers, onder meer van Pleasant Valley Sunday van The Monkees. Dit lied heet in de versie van The Kik Zevenhuizer Zondag. De single Simone, een bescheiden zomerhit voor de groep, is een bewerking van het nummer The Dancer van de Australische jaren-zestig-band The Allusions. De titelsong van het album Springlevend verscheen als tweede single. Het nummer Want er is niemand (en nou ik) van Armand namen ze samen met hem en Lucky Fonz III opnieuw op. In 2015 maakte The Kik nog een album met minder bekende Armand-liedjes. In 2015 speelde The Kik in het kader van het 10-jarig bestaan van de rapgroep De Jeugd van Tegenwoordig een coverversie van Wij Zijn Vuilnisman. Deze rapgroep had dit nummer in 2010 uitgebracht op het album De lachende derde. 
The Kik voorzag in 2012, tijdens het achtste seizoen van de talkshow De Wereld Draait Door, als 'huisband' elke laatste vrijdag van de maand de uitzending van muziek. In 2023 waren ze de Grote Pietenhuisband in de fictieve talkshow Speculasies waarin het Sinterklaasjournaal werd besproken.
In maart 2020 verscheen het lied Angela, dat op 15 mei 2020 door NPO Radio 2 tot TopSong werd verkozen.

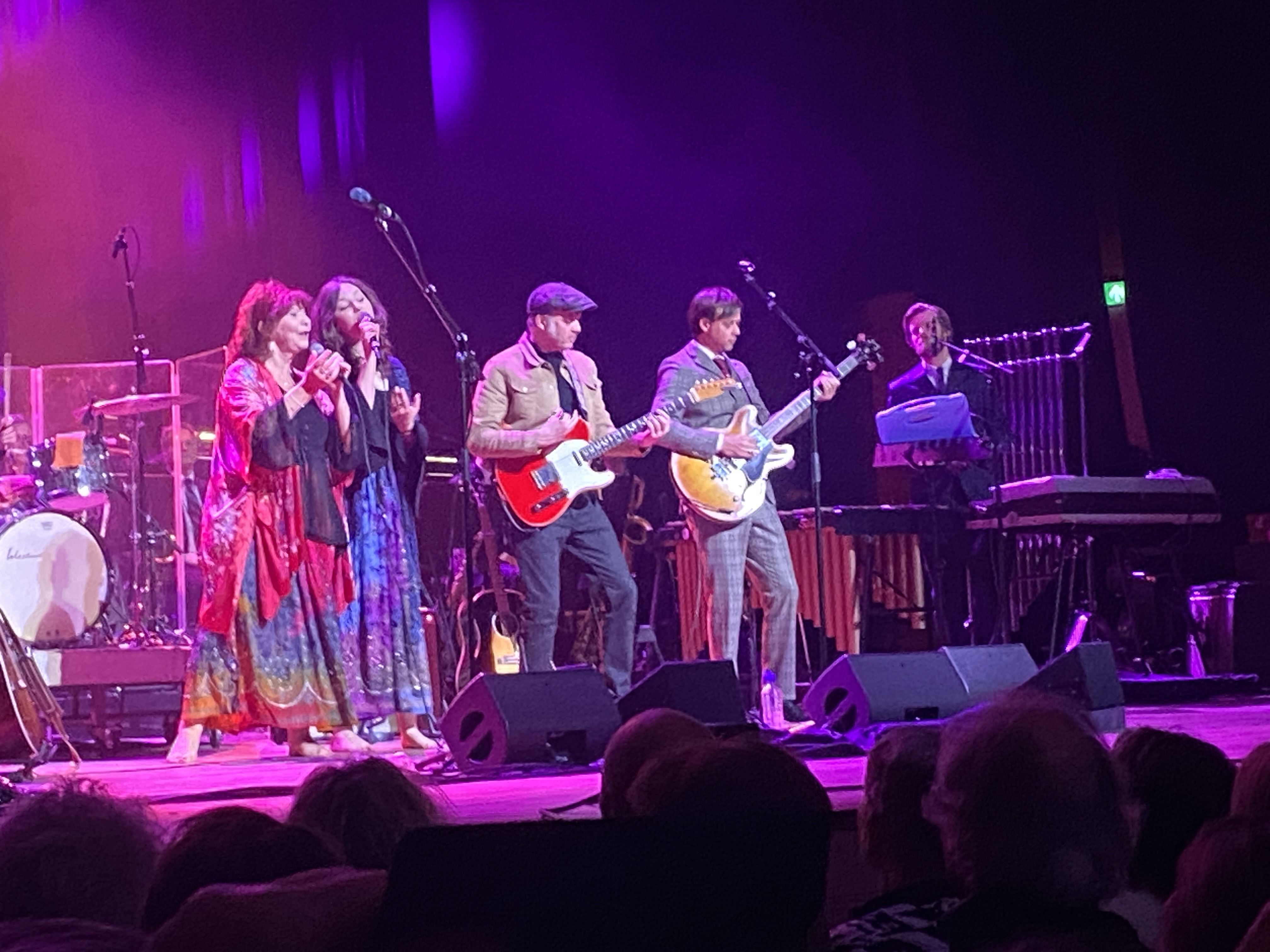
The Kik met Elly Zuiderveld Nieman in 2024

In 2018, 2019 en 2024 speelde the Kik met orkest integrale versies van de albums Voor de overlevenden en Picknick van Boudewijn de Groot. Bij een aantal optredens was Elly Nieman als gastzangeres aanwezig.

## Bandleden[3]
- Marcel Groenewegen - bassist, voorheen van The Madd
- Kees Schaper - drummer (van 1 februari 2024 tot heden)
- Arjan Spies - gitarist en zanger, van Mark & The Spies
- Dave von Raven - leadzanger en gitarist, van The Madd
- Paul Zoontjens (artiestennaam Simon Keats) - toetsenist en zanger
- Ries Doms - drummer, van The Spades en Hooghwater (tot 1 februari 2024)

## Discografie

### Albums
| Album                                                     | Verschijnen      | Label                            | Hitlijsten | Hitlijsten | Hitlijsten | Hitlijsten | Opmerkingen |
| Album                                                     | Verschijnen      | Label                            | BE (VL)    | BE (VL)    | NL         | NL         | Opmerkingen |
| Album                                                     | Verschijnen      | Label                            | Piek       | Weken      | Piek       | Weken      | Opmerkingen |
| --------------------------------------------------------- | ---------------- | -------------------------------- | ---------- | ---------- | ---------- | ---------- | ----------- |
| Springlevend                                              | 25 mei 2012      | Excelsior Recordings             | —          | —          | 24         | 14         | Studioalbum |
| 2                                                         | 24 april 2014    | Excelsior Recordings             | —          | —          | 11         | 16         | Studioalbum |
| Armand & The Kik (met Armand)                             | 12 juni 2015     | Excelsior Recordings / Top Notch | —          | —          | 16         | 12         | Studioalbum |
| Stad en land                                              | 13 januari 2017  | Top Notch / Excelsior Recordings | —          | —          | 15         | 5          | Studioalbum |
| Hertaalt!                                                 | 1 december 2017  | Excelsior Recordings             | —          | —          | 15         | 5          | Studioalbum |
| Boudewijn de Groot's Voor de overlevenden & Picknick Live | 31 mei 2019      | Excelsior Recordings             | —          | —          | 8          | 5          | Livealbum   |
| Jin                                                       | 14 februari 2020 | Excelsior Recordings             | —          | —          | 24         | 1          | Studioalbum |
| The Kik hertaalt Eurovisie                                | 22 april 2022    | Excelsior Recordings             | —          | —          | 14         | 2          | Studioalbum |
| Bal Populaire                                             | 29 maart 2024    | Excelsior Recordings             | —          | —          | 52         | 1          | Studioalbum |

### Nummers met notering(en) in een hitlijst
| Lied                 | Verschijnen      | Album        | Hitlijsten | Hitlijsten | Hitlijsten  | Hitlijsten  | Hitlijsten   | Hitlijsten   | Opmerkingen         |
| Lied                 | Verschijnen      | Album        | BE (VL)    | BE (VL)    | NL (Top 40) | NL (Top 40) | NL (Top 100) | NL (Top 100) | Opmerkingen         |
| Lied                 | Verschijnen      | Album        | Piek       | Weken      | Piek        | Weken       | Piek         | Weken        | Opmerkingen         |
| -------------------- | ---------------- | ------------ | ---------- | ---------- | ----------- | ----------- | ------------ | ------------ | ------------------- |
| Simone               | 11 mei 2012      | Springlevend | —          | —          | —           | —           | 95           | 1            |                     |
| Schuilen bij jou     | 22 augustus 2014 | —            | —          | —          | tip10       | —           | 61           | 2            |                     |
| Maandag              | 9 januari 2017   | Stad en land | tip        | —          | —           | —           | —            | —            |                     |
| Ik zie je in de stad | 13 februari 2017 | Stad en land | tip38      | —          | —           | —           | —            | —            |                     |
| Angela               | 15 mei 2020      | Jin          | —          | —          | —           | —           | —            | —            | NPO Radio 2 TopSong |

### Ep's
- Met de deur in huis (2015)
- Zonder prik (2021)
- Eurovisie (2021)

## Theatershows
- De veelste grote nederbiet show (2013)
- De veelste grote nederbiet show - reprise (2014)
- Met de deur in huis (2015)
- Met de deur in huis - reprise (2016)
- Hertaalt! (2018)
- The Kik met Orkest speelt Boudewijn de Groot (2018, 2019, 2024)
- Hertaalt Eurovisie (2021)

## Televisie
- Speculasies (2023)